# Teracotona roseata
Teracotona roseata là một loài bướm đêm thuộc phân họ Arctiinae, họ Erebidae.